# Ganesh Shah
Ganesh Shah (en nepalí: गणेश शाह, n. Lohana Dhanusha, 12 de diciembre de 1949) es un político comunista nepalí de origen madhesi. Es uno de los dirigentes más veteranos del Partido Comunista de Nepal (unido), partido del que ocupó el cargo de secretario general. También fue ministro de Medio Ambiente, Ciencia y Tecnología de Nepal en el gobierno de Pushpa Kamal Dahal «Prachanda».
Shah es un ingeniero mecánico de profesión, y obtuvo su máster en Ingeniería Técnica en la Universidad Patricio Lumumba de la Amistad de los Pueblos en 1973.
Está casado con Kalyanee Sapkota, miembro del Comité Central del Partido Comunista de Nepal (unido), con quien tiene dos hijos varones.